# Megaselia paricostalis
Megaselia paricostalis är en tvåvingeart som beskrevs av Schmitz 1929. Megaselia paricostalis ingår i släktet Megaselia och familjen puckelflugor. Inga underarter finns listade i Catalogue of Life.